# Pompeia (Cæsars hustru)
Pompeia (fl. 1. århundrede f.Kr.) var Julius Cæsars anden eller tredje hustru.

## Biografi

### Tidligt liv
Pompeias forældre var Quintus Pompeius Rufus, en søn af en tidligere konsul, og Cornelia, datter af den romerske diktator Sulla.

### Ægteskab
Cæsar ægtede Pompeia i 67 f.Kr., efter at han havde tjent som kvæstor i Hispania, hvor hans første hustru Cornelia døde i 69 f.Kr.
I 63 f.Kr. blev Cæsar valgt til Pontifex maximus, ypperstepræsten for den romerske statsreligion, hvortil fulgte en officiel bolig på Via Sacra. I 62 f.Kr. var Pompeia vært for festivalen Bona Dea ("den gode gudinde"), som ingen mand havde lov til at deltage i. Det lykkedes dog en ung patricier ved navn Publius Clodius Pulcher at få adgang forklædt som kvinde, tilsyneladende med det formål at forføre Pompeia. Han blev opdaget, taget til fange og retsforfulgt for helligbrøde. Cæsar vidnede ikke mod Clodius under hans retssag, og han blev frikendt. Ikke desto mindre lod Cæsar sig skille fra Pompeia og sagde, at "min hustru burde ikke engang være under mistanke". Dette gav anledning til et ordsprog, "Cæsars hustru skal være hævet over mistanke", hvilket betyder, at hvis man er romantisk involveret med en berømt eller fremtrædende figur, skal man undgå at tiltrække negativ opmærksomhed eller nøje undersøgelser.

### Senere liv
Der vides intet specifikt om hendes liv efter skilsmissen, men det er blevet foreslået, at hun kan have giftet sig med Publius Vatinius.

## Kulturelle skildringer
Pompeia er en figur i forskellige skønlitterære værker, herunder Robert Harris' roman Lustrum og Colleen McCulloughs Masters of Rome- serie, i Masters of Rome-serien er teorien om, at hun giftede sig igen med Publius, en del af handlingen.
- Pompeia gens